# Archidiocèse de Trente
L' archidiocèse de Trente (en latin : Archidiœcesis Tridentina ; en italien : Arcidiocesi di Trento) est un archidiocèse de l'Église catholique d'Italie.

## Territoire
L' archidiocèse est situé dans la province autonome de Trente, il possède un territoire d'une superficie de 6212 km2 qui comprend 452 paroisses regroupées en 30 archidiaconés. L'archidiocèse et son diocèse suffragant de Bolzano-Bressanone forme la province ecclésiastique tridentine elle-même englobée dans la région ecclésiastique de Triveneto. Le siège épiscopal est dans la ville de Trente où se trouve la cathédrale Saint Vigile.

## Histoire
Le diocèse de Trente est érigé au début du IIIe siècle et l'évangélisation du Trentin a lieu, quoique très lentement, à la fin de la période impériale. Les noms des premiers évêques que nous connaissons sont Giovin, Abondance, qui participe au concile d'Aquilée en 381, et Vigile de Trente, évêque de la fin IVe siècle qui correspondait avec Ambroise de Milan et Jean Chrysostome. Avec Vigile commence une intense période d'évangélisation des différentes vallées du Trentin. Les missionnaires Sisinnius, Martyrius et Alexandre (it) sont martyrisés en 397. Ils avaient été confiés à l'évêque de Trente par Ambroise pour aider à propager la nouvelle religion dans le pays encore fortement païen.
Aux IVe et Ve siècles, l'Église tridentine se réfère au prestigieux siège épiscopal milanais et plus tard au patriarcat d'Aquilée jusqu'en 1751. Avec l'évêque Agnellus (fin du VIe siècle), le diocèse, comme tous les diocèses du patriarcat d'Aquilée adhère au schisme des Trois Chapitres qui se termine au VIIe siècle.
À l'époque des Lombards, le diocèse possède à peu près sa configuration actuelle à quelques exceptions près : le Valsugana et le Primiero sont confiés au diocèse de Feltre tandis que le Val di Fassa est dans le Bressanone.

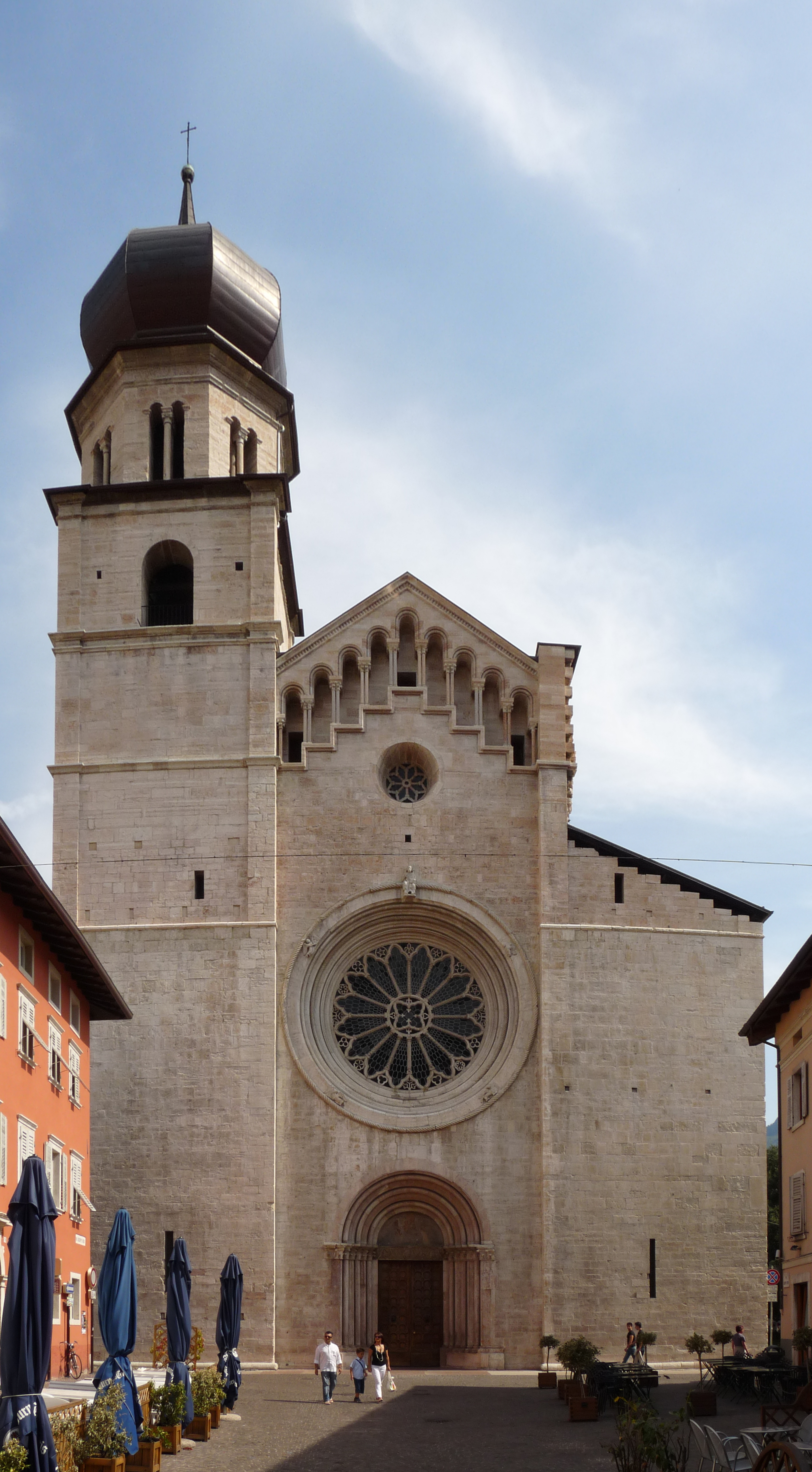
Façade de la cathédrale de Trente.

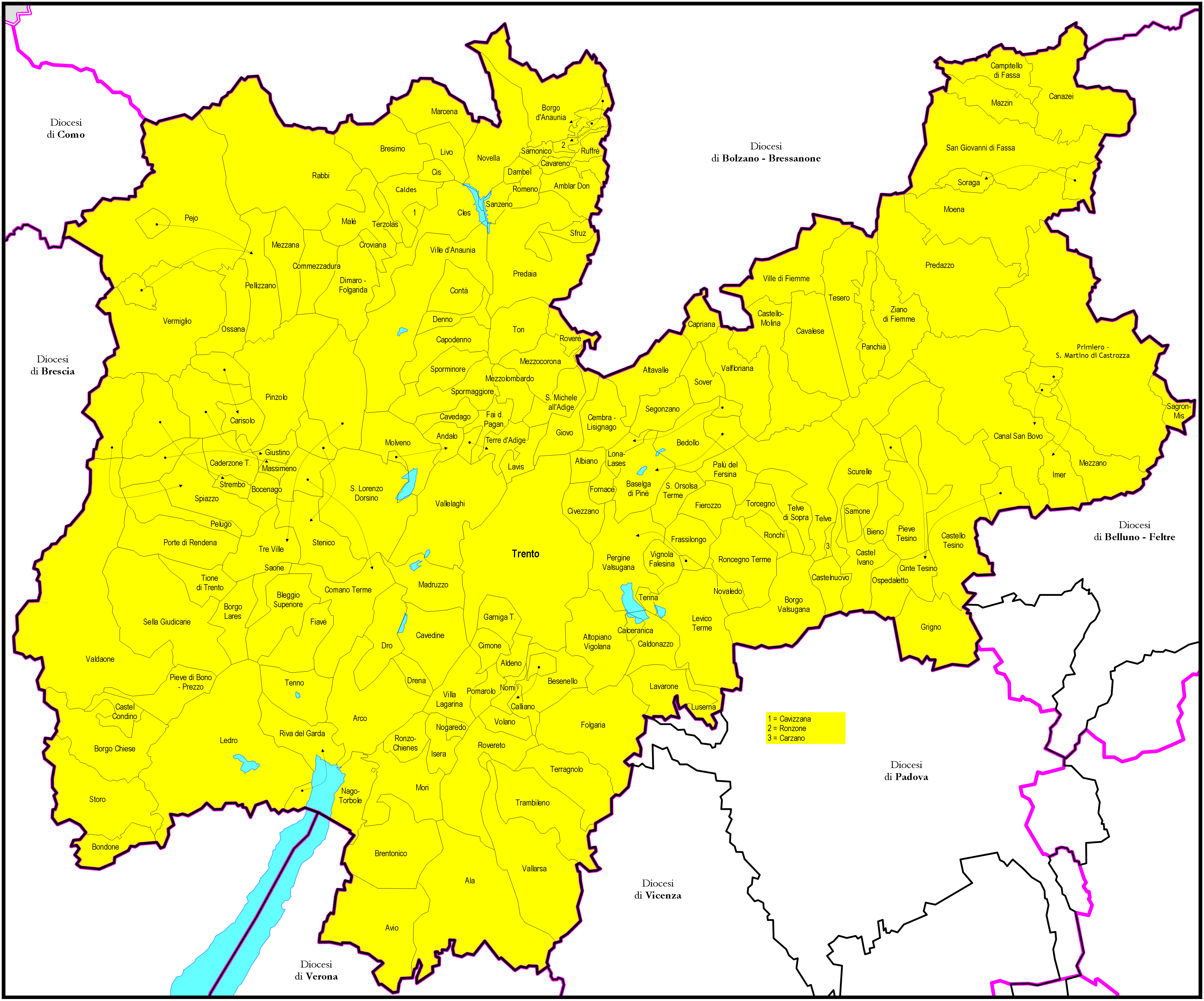
Composition du diocèse.

Les travaux de restauration de l'ancienne cathédrale extra-muros sont attribués à l'évêque Iltigaire (début du neuvième siècle). À la même période est construit le palais épiscopal et le chapitre de chanoines de la cathédrale est institué. A l'époque carolingienne commence une première organisation territoriale du diocèse avec la création des églises paroissiales.
En 962 Trente et son territoire sont incorporés par Otton Ier dans l'empire germanique. À partir de ce moment, le rôle politique des évêques tridentins se développe, qui est consacré, peut-être déjà par Henri II le 9 avril 1004, certainement par Conrad II le Salique les 31 mai et 1er juin 1027. L'empereur accorde à l'évêque Uldaric II le pouvoir temporel sur le territoire du diocèse et d'autres territoires extérieurs, où l'évêque est dans la situation particulière de pouvoir exercer des pouvoirs civils et administratifs mais non religieux. La principauté épiscopale de Trente faisait partie du Saint-Empire romain germanique et fut dotée d'une autonomie qui reste en vigueur jusqu'en 1803.
La ville est choisie comme siège du concile de réforme qui a lieu à trois occasions différentes entre 1545 et 1563. Le XVIe siècle représente la période de la plus grande splendeur pour l'Église tridentine menée par de grandes personnalités comme Bernhard von Cles et Cristoforo Madruzzo.
Le traité de Lunéville de 1801 établit la laïcisation des États ecclésiastiques sanctionnant la fin de la principauté ecclésiastique définitivement désacralisée par Napoléon Ier en 1803. Entre 1803 et 1810, la région fait partie du Royaume de Bavière. À partir de 1810, Napoléon décide de l'annexer au bref royaume d'Italie. En 1815, le territoire est incorporé dans l'empire d'Autriche, dans le comté de Tyrol.
Le diocèse est agrandi en 1786 et en 1818 par l'annexion du Valsugana et du Primiero, faisant partie de l'Empire d'Autriche mais spirituellement soumises au diocèse de Feltre jusque-là, et du Val di Fassa qui était dans le diocèse de Bressanone. Après la suppression du patriarcat d'Aquilée en 1751, Trente fait partie, pour une courte période, de la province ecclésiastique de l' archidiocèse de Gorizia et devint plus tard un diocèse immédiatement soumis au Saint-Siège. En 1825 et jusqu'en 1920, Trent était suffragant de l'archidiocèse de Salzbourg. Le 24 février 1920, il est immédiatement soumis au Saint-Siège par le décret de la congrégation consistoriale Sedes episcopalis.
Le 14 juin 1929, le diocèse est élevé au rang d'archidiocèse par la constitution apostolique Inter ceteras du pape Pie XI.
Le 6 juillet 1964, en vertu de la constitution apostolique Quo aptius du pape Paul VI, les parties sud-tyroliennes de l'archidiocèse de Trente, le Deutscher Anteil (partie allemande), sont intégrées dans le diocèse de Bressanone, qui prend le nom de diocèse de Bolzano-Bressanone. L'évêque auxiliaire de Trente Heinrich Fohrer devient auxiliaire de Bolzano-Bressanone. Les séminaristes et les professeurs de Trente déménagent à Bressanone. Le 6 août, l'archevêché de Trente devient siège métropolitain sous la constitution apostolique Tridentinae Ecclesiae.

## Sources
- (en) Catholic-Hierarchy

- (it) Cet article est partiellement ou en totalité issu de l’article de Wikipédia en italien intitulé « Arcidiocesi di Trento » (voir la liste des auteurs).

### Articles liés
- Liste des diocèses et archidiocèses d'Italie
- Église catholique en Italie